# Rubivirus
Rubivirus je rod virů z čeledi Matonaviridae. Napadá savce, ale není přenášen hmyzem. Pro člověka nejvýznamnějším a vlastně jediným zástupcem tohoto rodu je virus zarděnek (Rubellavirus, Rubivirus rube(o)lle).
Vedle klasického dětského exantémového onemocnění (rubella, rubeola, angl.: rubella, German Measels) způsobuje tento virus embryonální a fetální rubeolový syndrom, je příčinou vrozených vývojových vad (TORCH komplex, akronym za: tj. txoplazmóza, rube(o)lla, cytomegalovirus a herpes virus jako původci intrauterinních infekcí vedoucí ke vzniku kongenitálních malformací).
Běžný průběh u dítěte i dospělého klasifikuje ICD 10 (MKN 10) na formu zarděnek bez komplikací, zarděnek s neurologickými komplikacemi a zarděnek s jinými komplikacemi (zejména kloubními). Nejzávažnější, i když řídkou komplikací je subakutní sklerozující panencefalitida (SSPE, synonymně progresivní rubeolová panencefalitis, PRP) analogická SSPE u spalniček (tam podle autorů m. Pette-Döring, Van Bogeart a Dawson).
První popsal problematiku poškození zárodku a plodu australský oftalmolog Norman Gregg, všiml si neobvyklého množství - epidemie katarakt u 6–9letých dětí, která následovala po epidemii zarděnek. CDC vyzdvihuje jako suspektní z rubeolové etiologie tetrádu infantilní katarakty, kogenitálního glaukomu, vrozených srdečních vad a percepční hluchoty.

## Popis

### Morfologie
Virus se řadí mezi obalené viry (má membránovou schránku), přičemž se na membráně (o průměru 60-70 nm) vyskytuje 80 špic složených z trojic heterodimerů glykoproteinů E1 a E2, společně s menším proteinem 6K. Membrána je bohatá na cholesterol a sfingolipid, což jsou složky nezbytné pro vstup a výstup z buňky. Kapsid je sférický (ikosahedrický) o průměru 35-40 nm a skládá se z 240 podjednotek (T=4).

### Genom
Genom tvoří jedna molekula jednovláknové RNA s pozitivní polaritou o délce 9,762 kb a o mol.hm. 4 x 106. Nestrukturní proteiny (replikáza) jsou umístěné na 5' konci, zaujímající zhruba 2/3 délky genomu, zatímco strukturní (kapsidový protein a 3 obalové proteiny) jsou v poslední třetině, na 3' konci. Obě tyto skupiny jsou překládány jako polyprotein, který je následně rozštěpen. Genom je očepičkován a polyadenylován. Nestrukturní proteiny jsou překládány rovnou z genomu, zatímco strukturní proteiny jsou překládány z subgenomické mRNA. Na začátku genomu je průměrně 59 nukleotidů, dlouhá nepřekládaná oblast, zatímco na konci je dlouhá průměrně 322 nukleotidů.

### Proteom
Proteom je v podstatě identický s tím alphavirálním. E1 a E2 tvoří heterodimer, a mají 13 a 7 aminokyselinových zbytků dlouhé cytoplasmatické konce. Všechny tři strukturní proteiny jsou asociovány s membránou. Kapsidový protein je fosfoprotein o délce 293 nebo 300 aminokyselinových zbytků, přičemž délka je závislá na použití jednoto ze startovních kodonů. Replikační proteiny P150 a P90 jsou syntetizovány z genomické RNA, zatímco strukturní proteiny jsou syntetizovány z subgenomické RNA. Na rozdíl od strukturních proteinů mají replikační proteiny určitou homologii s proteiny alphavirů.

## Životní cyklus

### Receptory a vstup do buňky
Stejně jako alphavirus i rubivirus vstupuje do buněk zřejmě skrze ubiquitinový receptor, který je konzervován pro velkou skupinu organismů. Na rozdíl od alphavirů však není tento rod přenášen hmyzem. Do buněk vstupuje receptorem zprostředkovanou endocytózou, načež následuje fúze membrán v endozomu, který se pozvolna okyseluje.

### Replikace, transkripce a translace
Během infekce jsou syntetizovány tři druhy RNA. Genomová RNA, komplementární RNA a subgenomická RNA. Genomická RNA je přeložena jako 200-kDa polyprotein, který je přestřižen virovou proteázou. Na rozdíl od té alphavirové je to metalloproteáza, která obsahuje doménu pro zinkové prsty. Replikační komplex je asociován s membránou.

### Zrání
Obalovací signál, mezi 347. a 375. nukleoidem na genomové RNA, interaguje s kapsidovými zbytky číslo 28 až 56. Fosforylace kapsidového proteinu slouží jako regulátor, který zabraňuje zabalení nevirové RNA. C koncová doména kapsidového proteinu je stále asociována s ER membránou, což je zřejmě nezbytné pro správné napojení glykoproteinů jejich transmembránovými doménami. Přestože rubiviry pučí do Golgiho aparátu, věří se, že E1 a E2 mají podobné funkce jako jejich alphavirové analogy. Přesná struktura a morfologie ještě není známa, avšak jistě se při jejich zjišťování uplatní techniky tolik úspěšné u alphavirů.